# Antoine Fonlupt
 (avril 2020).
Antoine Fonlupt, est un résistant français, appartenant aux Francs-tireurs et partisans, et ayant été exécuté sommairement le 18 mars 1944 rue Puits-Gaillot ou place des Terreaux à Lyon.

## Biographie
Antoine Fonlupt (Antoine, Eugène, Joseph Fonlupt de son nom complet) est né le 20 juillet 1920 à Lyon. Fils de Joseph Fonlupt, et de Marie Dubout, il grandit d'abord à Lyon, au 16 rue Quivogne, son père y exerçant des activités marchandes. Par la suite, il habitera avec ses parents à Divonne-les-Bains dans l'Ain, avant que la famille ne revienne habiter à Lyon, où les parents tiendront un café route de Vienne. Alors qu'il a 17 ans, Antoine entreprend de devenir boulanger, en même temps qu'il se rapproche de mouvements communistes militants. 
Au début de l'année 1943, refusant de se plier au devoir du STO,  le jeune Fonlupt franchit le pas et s'engage dans la Résistance armée chez les FTP. Engagé, il n'hésite pas à créer le premier maquis du Rhône, entouré de deux autres compagnons. Ce maquis - le camp Vendémiaire - lance de nombreuses opérations à partir d'avril, dont des sabotages de chemins de fer, et des arrestations de collaborateurs. 
En septembre 1943, après avoir rejoint Lyon, il prend la tête d'un groupe de FTP lyonnais, le groupe des Cordeliers. Avec ce groupe il continue, sous le faux nom de Marc Thoulouse, les opérations de destruction ferroviaire, de sabotage électrique, ou même de vol de matériel allemand.
Finalement, après avoir été espionné, il est arrêté le 18 mars 1944 par des hommes de la Légion des volontaires français contre le Bolchévisme (LVF). Ceux-ci confient alors leur prisonnier au milicien André Montagne pour qu'il le surveille pendant la pause déjeuner. Tentant de profiter d'une inadvertance de celui qui le gardait, Antoine Fonlupt prend la fuite mais est abattu d'une balle dans la tête.

## Postérité
Antoine Fonlupt bénéficie de la mention Mort pour la France, qui lui fut décernée le 19 mai 1947. 
Une plaque commémorative a été posée en son honneur à l'angle de la Place des Terreaux, rue Puits-Gaillot. 
En 1946 à Lyon, la rue de la Croix-Mathon fut rebaptisée rue Antoine Fonlupt.